# Trachemys adiutrix
La tortuga de Maranhão (Trachemys adiutrix) o tortuga de Carvalho es una especie de tortuga de la familia Emydidae. Es un endemismo del noreste de Brasil. Su nombre común se refiere al estado de Maranhão, pero también se encuentra en Piauí.